# Caldonia

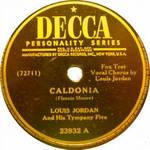
Caldonia – Louis Jordan

Caldonia ist ein Jump-Blues-Song von Louis Jordan and his Tympany Five. Der Song wurde 1945 von Decca veröffentlicht und Jordans fünfter Spitzenreiter in den R&B-Charts. 

## Entstehung
Auf dem Cover der Single wird Jordans damalige Frau Fleecie Moore als Autorin angegeben, jedoch ist es wahrscheinlich, dass Jordan den Song selbst geschrieben hat, aber den Namen seiner Frau angab, um mit einem anderen Verleger arbeiten zu können. Nach ihrer Scheidung sagte Jordan:
„Fleecie Moore's name is on it, but she didn't have anything to do with it. That was my wife at the time, and we put it in her name.
She didn't know nothin' about no music at all. Her name is on this song and that song, and she's still getting money.“ (Fleecie Moores Name steht drauf, aber sie hatte damit nichts zu tun. Sie war damals meine Frau, und wir schrieben ihren Namen hin. Sie hat überhaupt keine Ahnung von Musik. Ihr Name steht bei diesem und jenem Song und sie bekommt immer noch Geld dafür.)
Der Song kam im Mai 1945 in die R&B-Charts und erreichte im Juni die Spitzenposition, wo er sieben Wochen blieb. In den Pop-Charts erreichte der Titel unter dem Namen Caldonia Boogie Platz sechs. Zu dem Song gibt es einen Soundie, der ein Vorläufer der Musikvideos war. Es handelt sich dabei um etwa drei Minuten lange Filme, in denen besonders afro-amerikanische Musiker die Gelegenheit hatten, ihre Musik einem breiteren Publikum vorzustellen. 

## Wirkungsgeschichte
Caldonia ist ein Song, den es in sehr vielen Coverversionen gibt. In der unvollständigen Aufzählung bei Second Hand Songs sind 21 Coverversionen verzeichnet. 1946 wurde das Stück für den Film Love Me or Leave Me von dem damals 11-jährigen Wunderkind Frankie „Sugar Chile“ Robinson interpretiert. Bekannte Blueskünstler wie Pinetop Perkins, Memphis Slim, Clarence „Gatemouth“ Brown, Muddy Waters oder B. B. King nahmen das Lied auf. 
Aber auch über Genregrenzen hinaus ist der Titel beliebt, so gibt es ebenfalls Cover von Willie Nelson, Wynton Marsalis, Van Morrison, Woody Herman, James Brown oder Bill Haley. 2009 wurde der Song in die Blues Hall of Fame aufgenommen. Ebenso ist der Song in der Grammy Hall of Fame verzeichnet, wo er 1998 aufgenommen wurde.
Der Songs wurde in die Liste der Rock and Roll Hall of Fame der 500 Songs that shaped Rock and Roll aufgenommen.